# Bernhard Köttgen

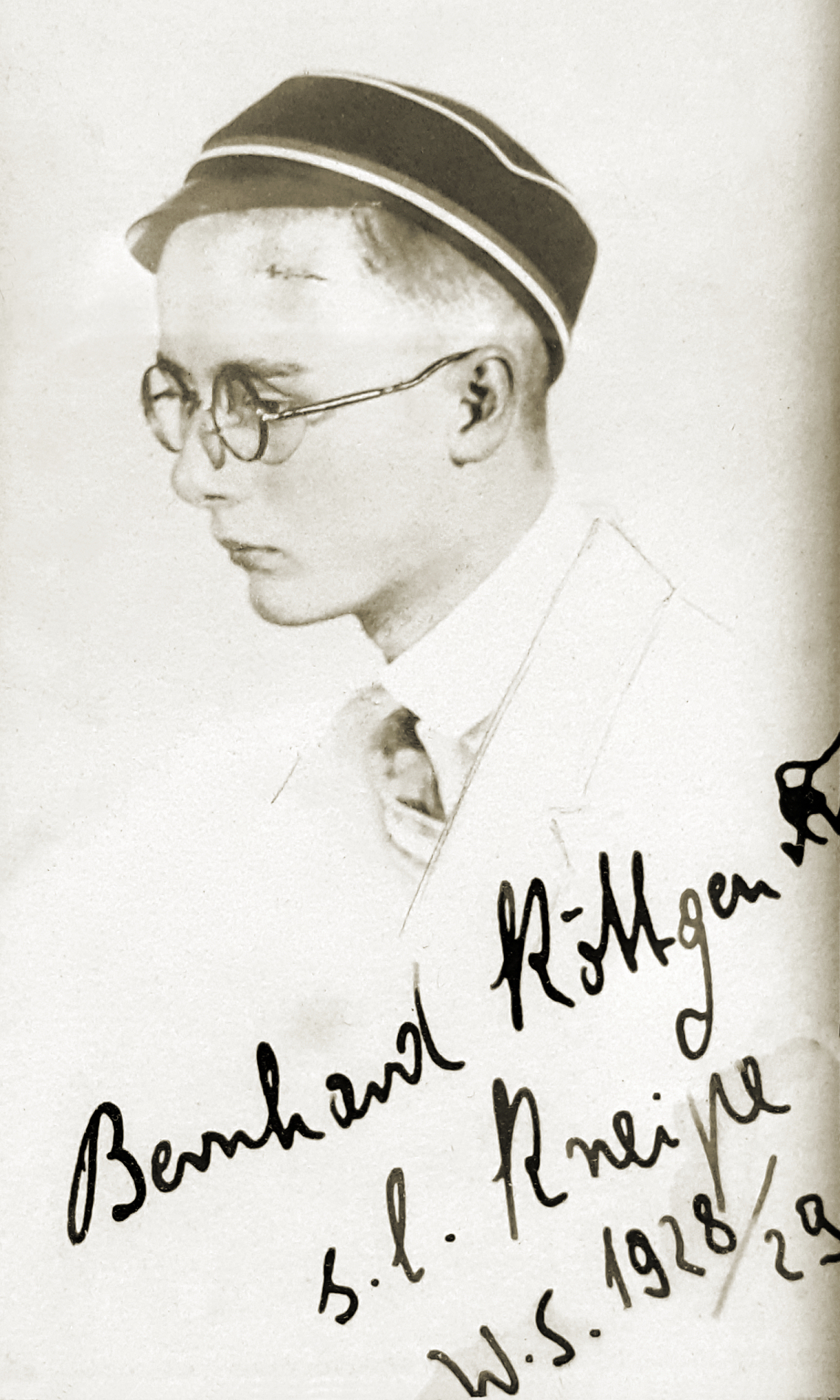
Bernhard Köttgen

Bernhard Köttgen (* 23. April 1909 in Berlin; † 10. Juli 1999 in Brühl (Rheinland)) war ein deutscher Verwaltungsjurist und Richter.

## Leben
Nach dem frühen Tod des Vaters kam Köttgen als Schüler nach Dortmund, woher beide Elternteile stammten. Nach dem Abitur immatrikulierte er sich zum Sommersemester 1928 an der Albert-Ludwigs-Universität Freiburg für Rechtswissenschaft. Im selben Semester wurde er im Corps Rhenania Freiburg aktiv. Als Inaktiver wechselte er an die Friedrich-Schiller-Universität Jena. Von dort verkehrte er regelmäßig als MC beim Corps Palaiomarchia. Am 1. Dezember 1931 wurde er Mitglied in der NSDAP (Mitgliedsnummer 752820). Im April 1932 bestand er in Jena das Referendarexamen. Das Referendariat begann er in Dortmund. Hier trat er am 15. September 1932 der SS bei (Mitgliedsnummer 122157), in der er am 9. November  1933 zum SS-Scharführer befördert wurde. Im Dezember 1932 wurde er zum Dr. iur. utr. promoviert. Zum Januar 1933 ging er nach  Frankfurt (Oder). Im Dezember 1933 wechselte er als Regierungsreferendar in die innere Verwaltung des Freistaats Preußen. 1934 diente er drei Monate als Freiwilliger bei der Reichswehr. 1936 zum Regierungsassessor ernannt, kam er erst nach Merseburg, dann nach Köln, wo er persönlicher Referent von Eggert Reeder wurde.

### Zweiter Weltkrieg

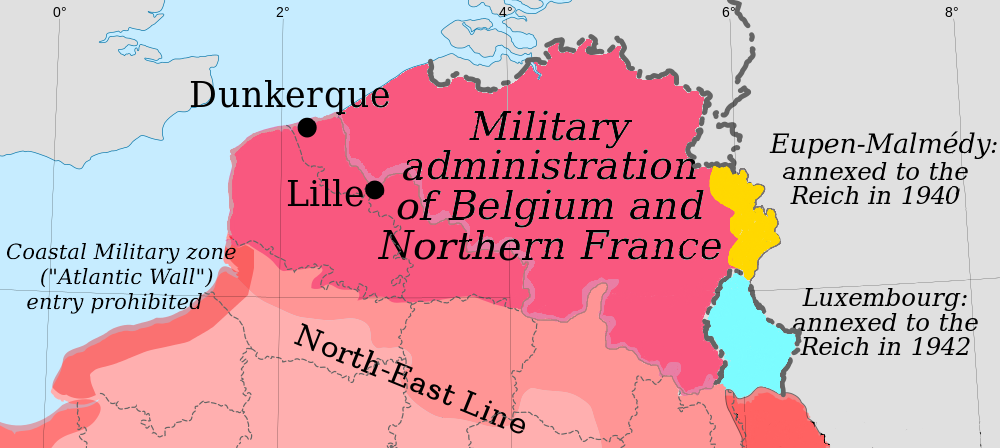
Deutsche Militärverwaltung Belgien und Nordfrankreich

Am Tag der Mobilmachung wurde er zur Neuaufstellung eines Infanterieregiments eingezogen. Seit dem 1. November 1939 Oberleutnant d. R., war er bis Januar 1940 am Westwall eingesetzt. Er kam zum Oberkommando des Heeres, das ihn im Mai 1940 zum neugeschaffenen Militärbefehlshaber Belgien und Nordfrankreich versetzte. Reeder war Chef der Militärverwaltung. Aufgrund freiwilliger Meldung kam Köttgen im August 1940 als Kompaniechef zum Infanterie-Regiment 96, das in Frankreich lag und im September 1940 nach Bromberg verlegt wurde. Am ersten Tag des Deutsch-Sowjetischen Krieges überschritt er mit seiner Einheit die Grenze zu Litauen. Zunächst als Kompaniechef, dann als Bataillonsführer und Hauptmann nahm er am Vormarsch bis zum Welje-See (Weliki Nowgorod) teil. Im Februar 1942 bei einer Patrouille im Gesicht schwer verwundet, wurde er über zweieinhalb Jahre in Lazaretten behandelt. Zwischenzeitlich nahm er von 1942 bis 1945 die Aufgaben des Landrats im Kreis Bergheim (Erft) wahr. Im Herbst 1944 wurde er Kommandeur eines Volkssturmregiments, das mangels Waffen nicht eingesetzt wurde. Am 1. März 1945 konnte er aus Bergheim fliehen. Durch Reeder kam er zur Heeresgruppe B unter Walter Model. In Wuppertal geriet er mit Reeder in Kriegsgefangenschaft. Nach schwerem Beginn wurde er Kommandant eines Kriegsgefangenenlagers in Frankreich.

### Nachkriegszeit
Er wurde im Juli 1946 entlassen und kam in das Oberbergische Land, wohin seine Frau mit noch einem Kind evakuiert worden war. Mit Berufsverbot der Alliierten belegt, wurde er 1949 in den Ruhestand versetzt; der Pensionsanspruch sollte aber erst mit Vollendung des 45. Lebensjahres fällig werden. 1952 kam er zur Versorgungsverwaltung. Im Mai 1954 – gerade noch rechtzeitig vor der Pensionsfälligkeit – wurde er Richter auf Lebenszeit beim Sozialgericht Köln. Mit Erreichen der Altersgrenze wurde er 1974 regulär pensioniert.
Er lebte mit seiner Familie seit 1960 in Schlebusch und verbrachte die letzten Lebensjahre in einem Seniorenheim in Brühl. Seit 1951 Corpsschleifenträger bei Palaiomarchia, erhielt er 1953 das Altmärker- und 1960 noch das Masurenband.